# Portulaca grandiflora
Portulaca grandiflora, conocida como mañanitas, amor de un rato, flor de seda, bella a las once o verdolaga de flor y once horas es una planta anual suculenta de la familia Portulacaceae.

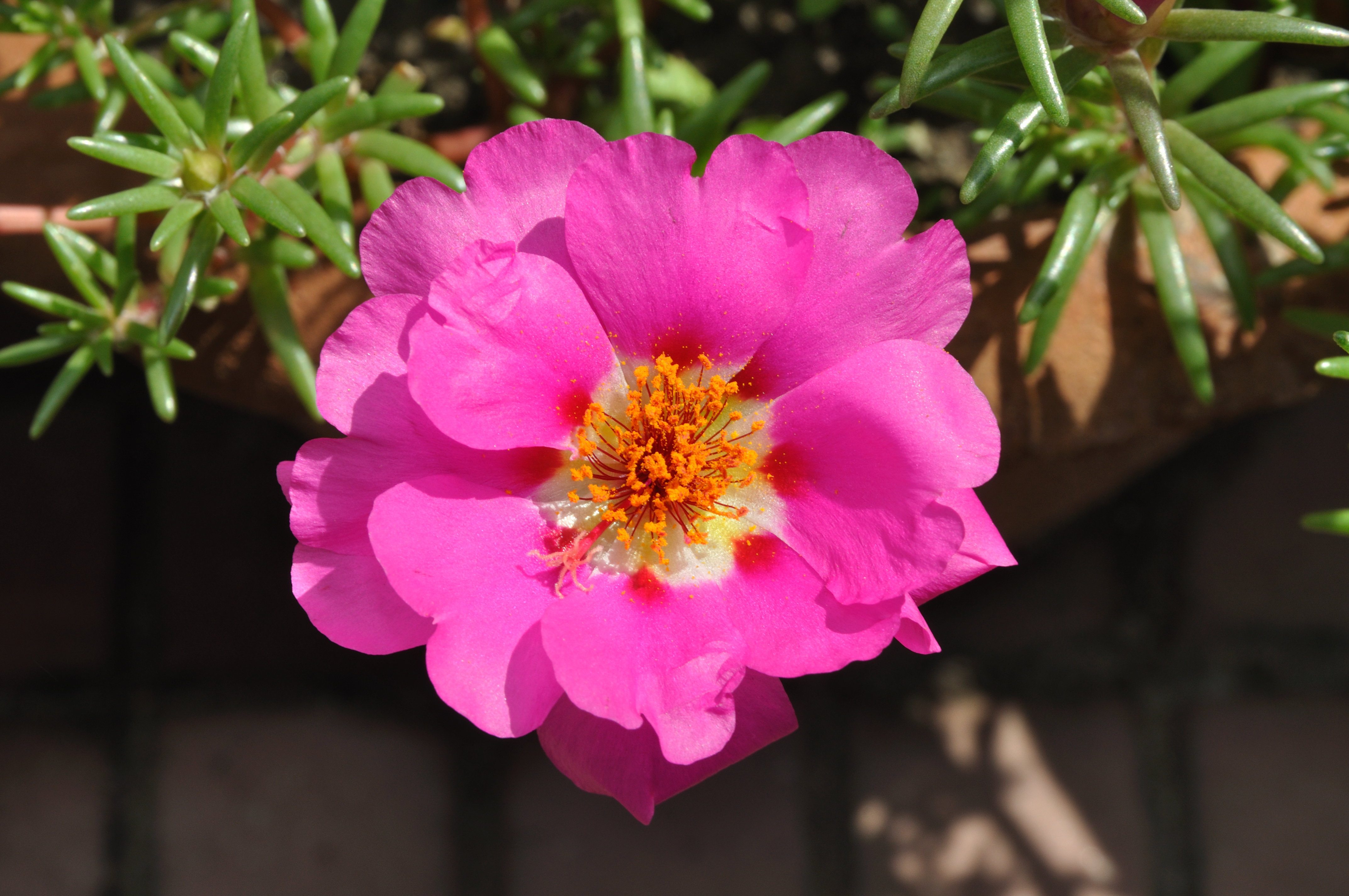
Planta en flor

## Descripción

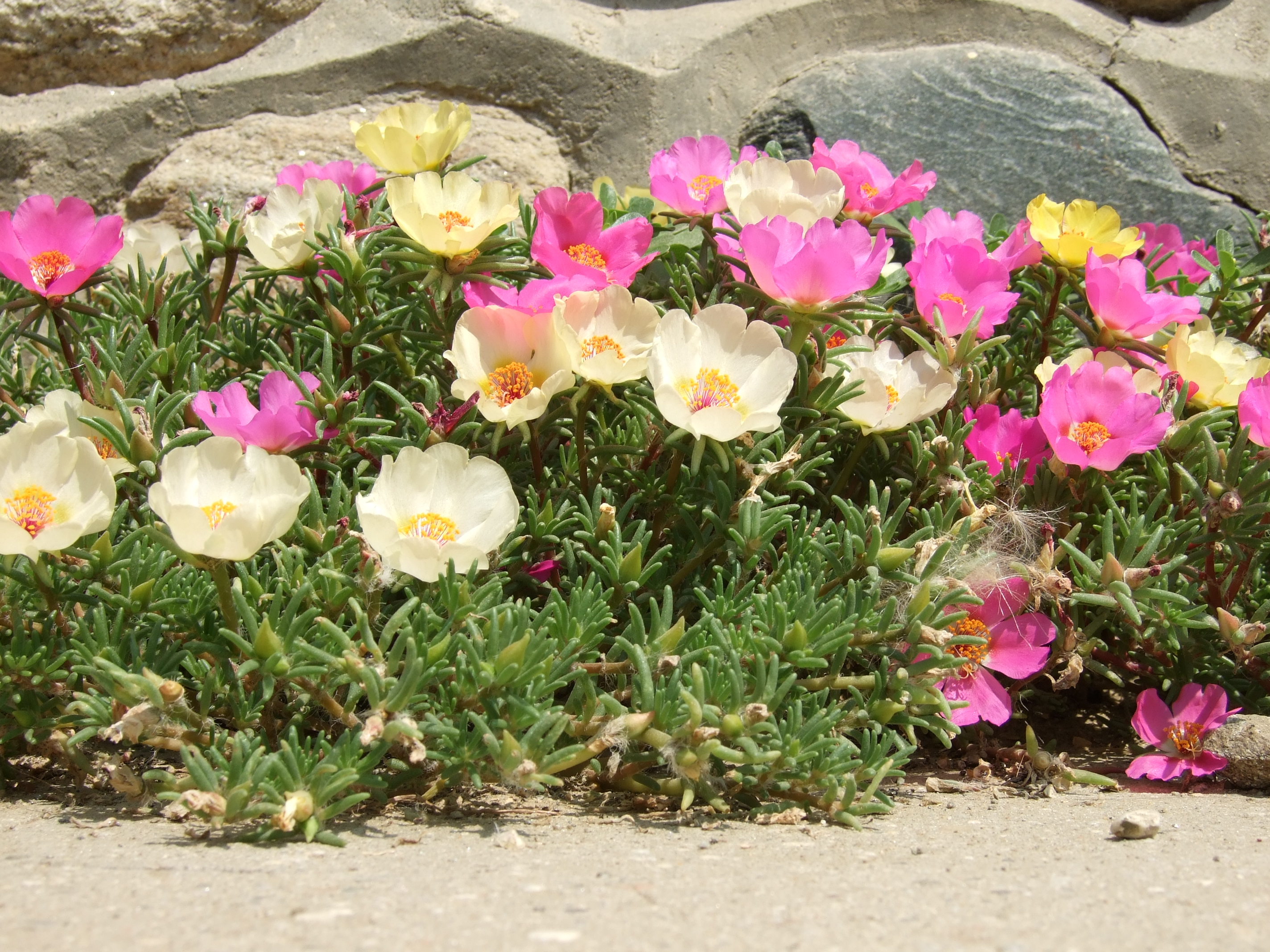
Portulaca Grandiflora creciendo de manera silvestre

Hierbas anuales, con tallos carnosos, ramosos, rastreros o decumbentes, erectos en floración con raíces engrosadas o no. Hojas alternas, carnosas, fasciculadas en la extremidad de los tallos, con lámina lineal a subulada, subcilíndrica, de ápice agudo, de 1 a 2,5 cm de longitud por 1 a 2 mm de diámetro, con pelos axilares blanquecinos, lanosos. Flores solitarias, de 2 a 4 cm de diámetro, con 5 pétalos de color purpúreos, morado o blanquecino. Estambres numerosos. Presenta de  5 a 7 estigmas. Cápsula de 4 a 6 mm de altura, dehiscente transversalmente por debajo de su parte media. Semillas de 0,6 a 0,8 mm de diámetro, negruzcas o azuladas.

## Distribución y hábitat

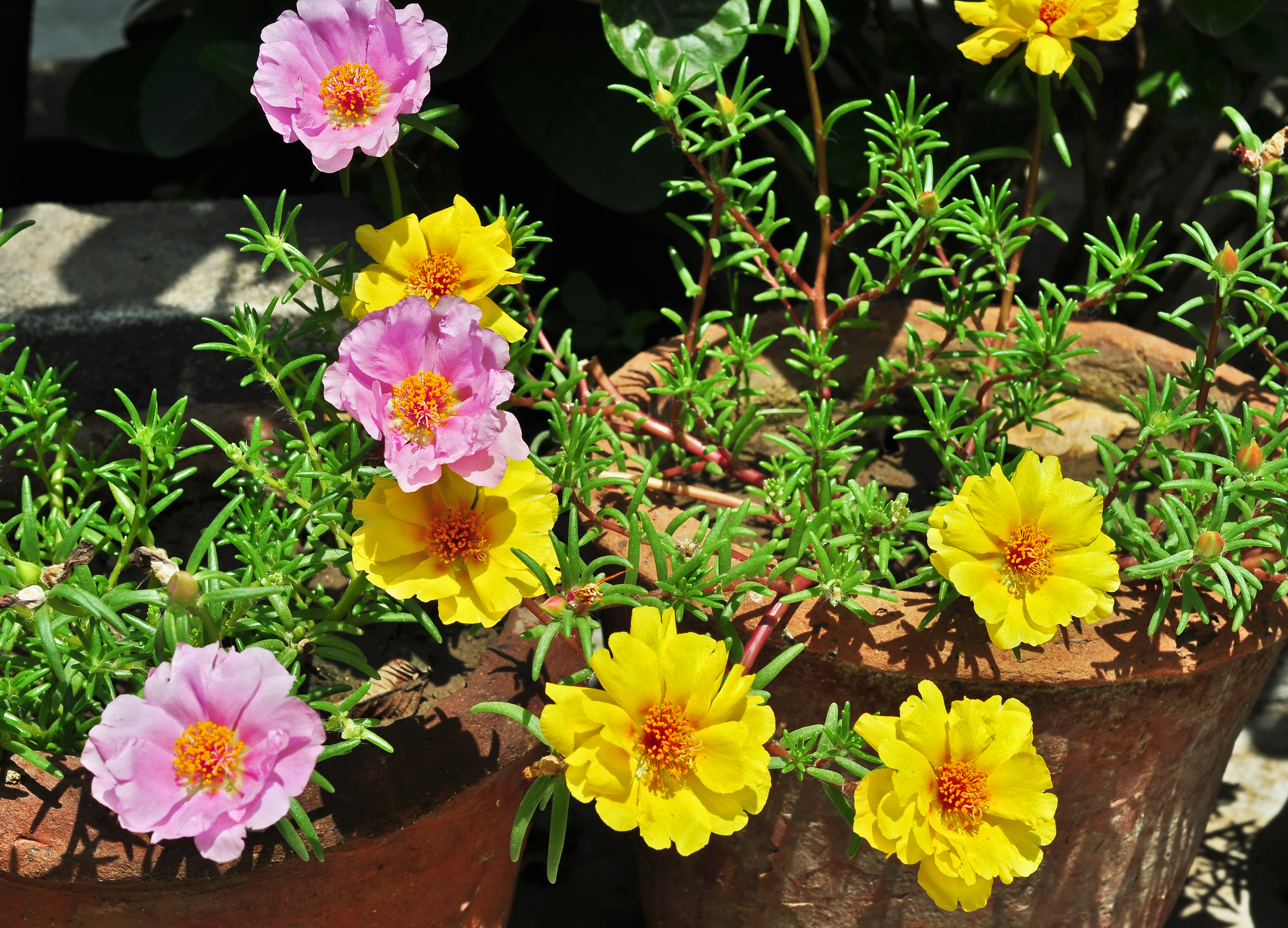
Variante de flor

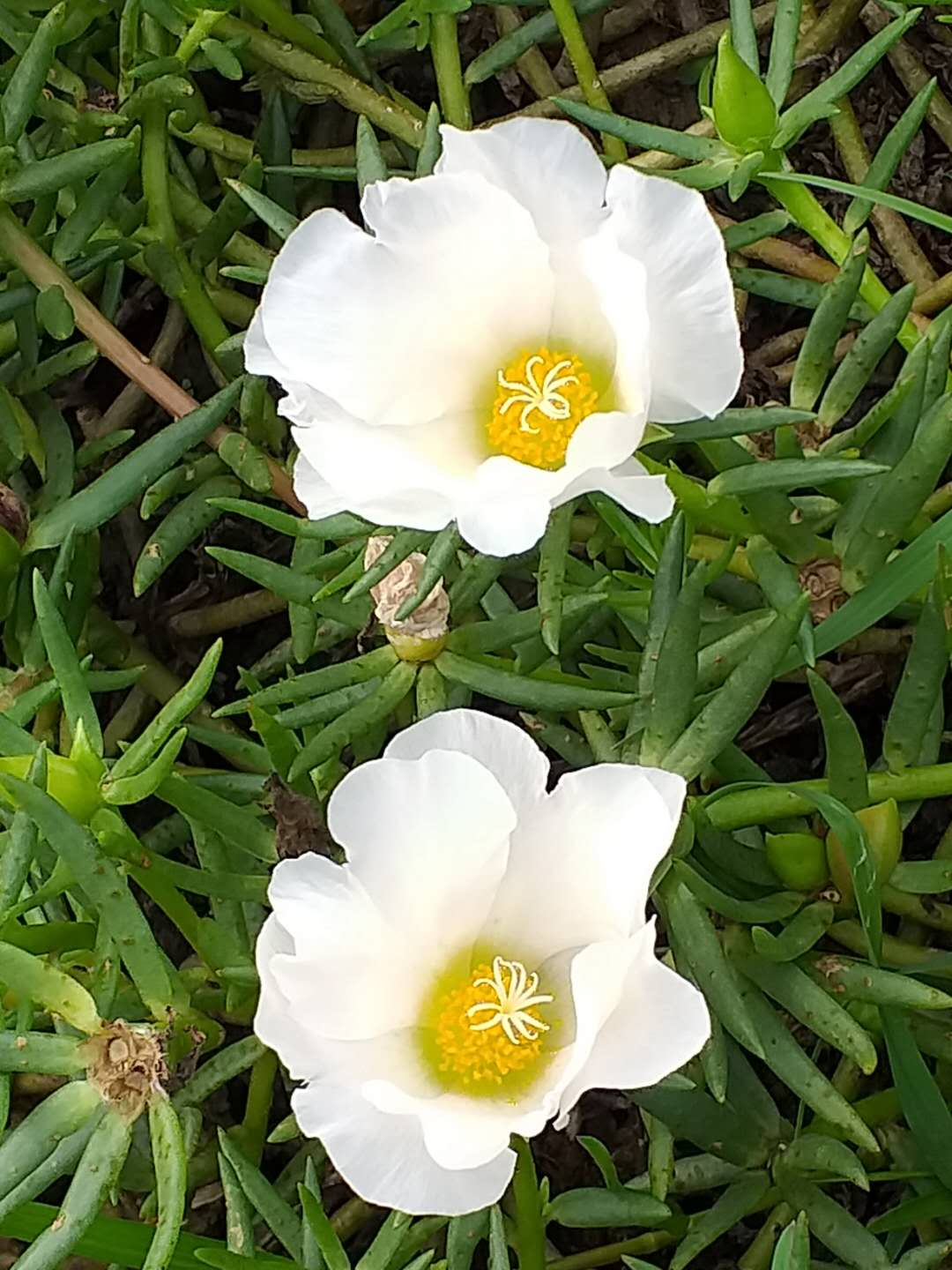
Portulaca grandiflora

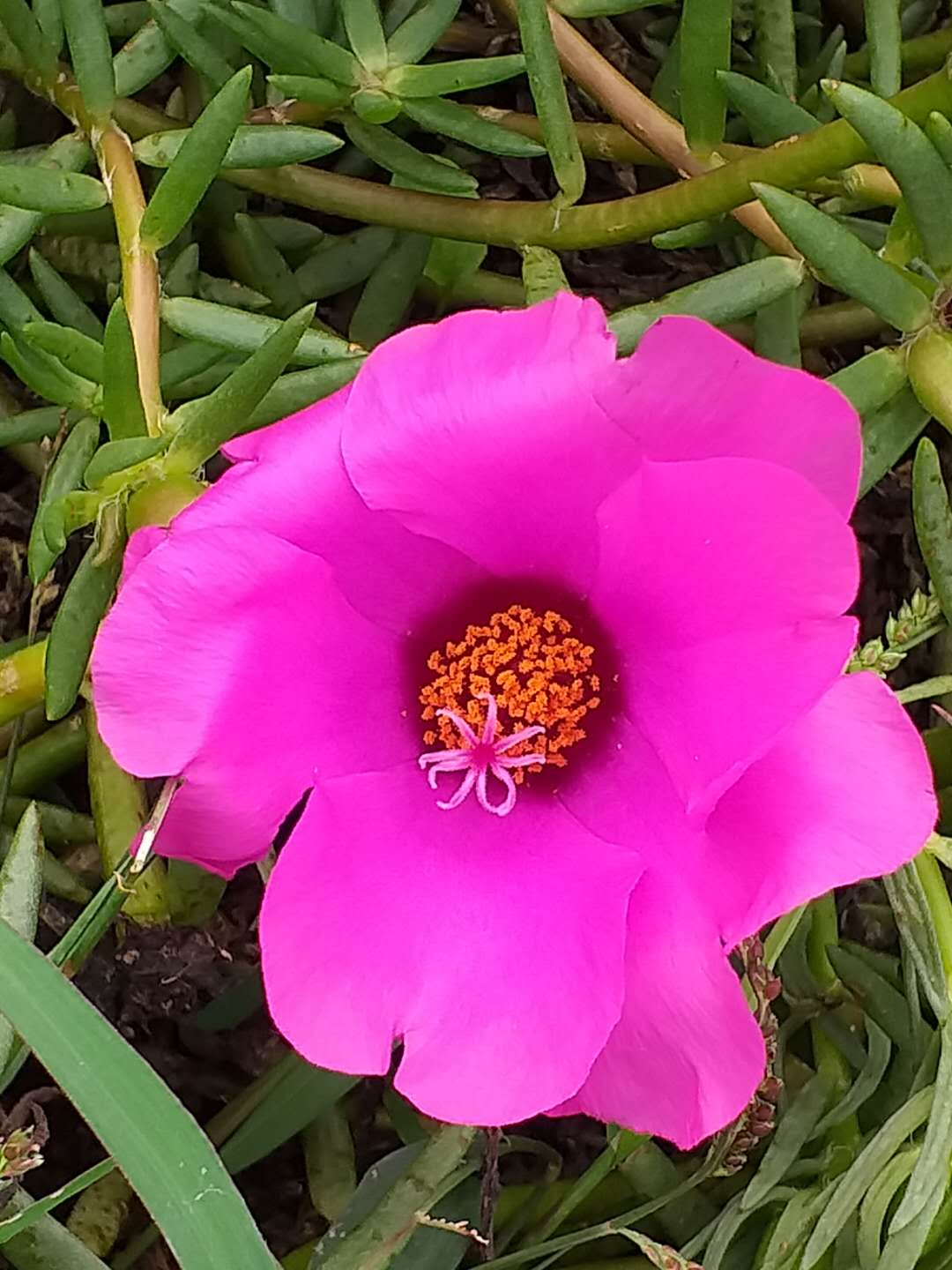
Portulaca grandiflora

Es una especie que a menudo se cultiva como planta ornamental. Crece desde México hasta Sudamérica, se ha naturalizado en Australia.

## Taxonomía
Portulaca grandiflora fue descrita por William Jackson Hooker y publicado en Botanical Magazine 56: pl. 2885. 1829.
Sinónimos
- Portulaca caryophylloides hort. ex Vilm.
- Portulaca gilliesii Speg.
- Portulaca hilaireana G. Don
- Portulaca immersostellulata Poelln.
- Portulaca megalantha Steud.
- Portulaca mendocinensis Gillies ex Rohrb.
- Portulaca mendocinensis Gillies ex Hook.
- Portulaca multistaminata Poelln.
- Portulaca pilosa subsp. cisplatina D. Legrand
- Portulaca pilosa var. grandiflora Kuntze
- Portulaca pilosa subsp. grandiflora (Hook.) R. Geesink
- Portulaca pilosa var. osteniana D. Legrand[2]